# Teinopalpus imperialis
Espèce
Statut de conservation UICN

 NT  : Quasi menacé
Statut CITES
Teinopalpus imperialis est une espèce d'insectes lépidoptères de la famille des Papilionidae, de la sous-famille des Papilioninae et du genre Teinopalpus.

## Dénomination
Teinopalpus imperialis a été décrit par Frederick William Hope en 1843.

### Sous-espèces
- Teinopalpus imperialis imperialis Turlin, 1991, présent au Népal et dans le nord de la Birmanie.
- Teinopalpus imperialis behludinii Pen, 1936
- Teinopalpus imperialis gillesi Turlin, 1991
- Teinopalpus imperialis imperatrix de Nicéville, 1899[1].

### Nom vernaculaire
Teinopalpus imperialis se nomme Kaiserihind  en anglais.

## Description
Teinopalpus imperialis est un papillon d'une envergure d'environ 85 mm aux ailes antérieures à bord externe concave et aux ailes postérieures festonnées avec une longue queue. Le dessus présente une partie basale verte et une partie distale ornementée. Aux ailes antérieures, une ligne allant du tiers du bord costal au milieu du bord interne sépare la partie basale verte de la partie distale marron doré. Aux postérieures, la limite va du milieu du bord costal au bord interne près de l'angle anal avec une bande jaune le long de la moitié cette ligne à partir du bord costal, des marques marginales et le bout de la queue jaune.
Le revers est plus vert avec la même ornementation.

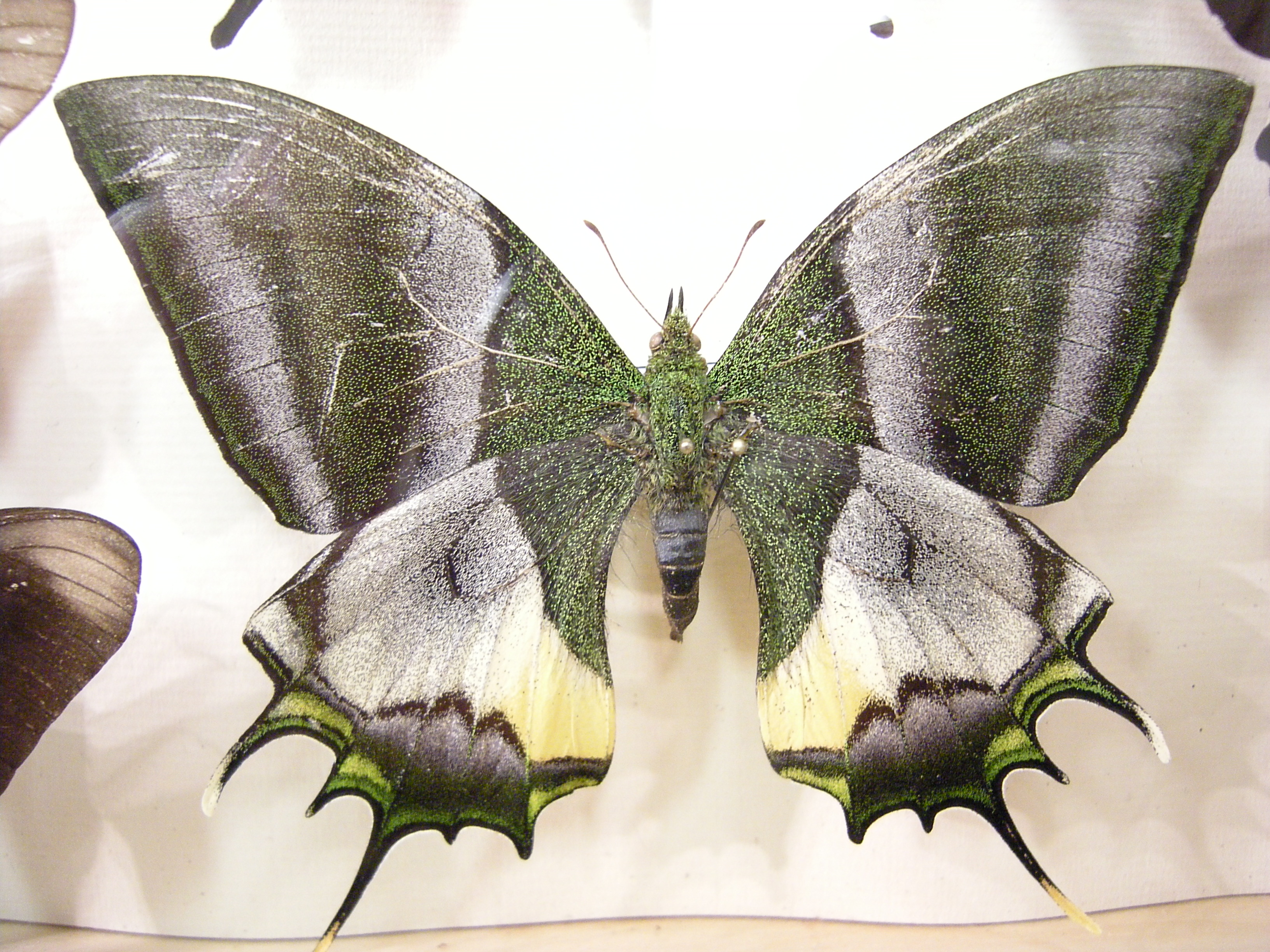
Teinopalpus imperialis

## Biologie
Teinopalpus imperialis vole en une ou deux générations, de fin mars à fin mai puis de fin juillet à septembre.

### Plante hôte
Les plantes hôtes de sa chenille sont des Daphne et Magnolia campbellii.

## Écologie et distribution
Teinopalpus imperialis est présent dans le nord de l'Inde, au Népal, Birmanie, dans le nord de la Thaïlande, du Laos et du Viet-Nam et en Chine,.

### Biotope
Teinopalpus imperialis réside dans la canopée des forêts en montagne.

### Protection
Teinopalpus imperialis est une espèce protégée.

## Philatélie
Le Népal a émis un timbre à son effigie en 2006.

## Notes et références

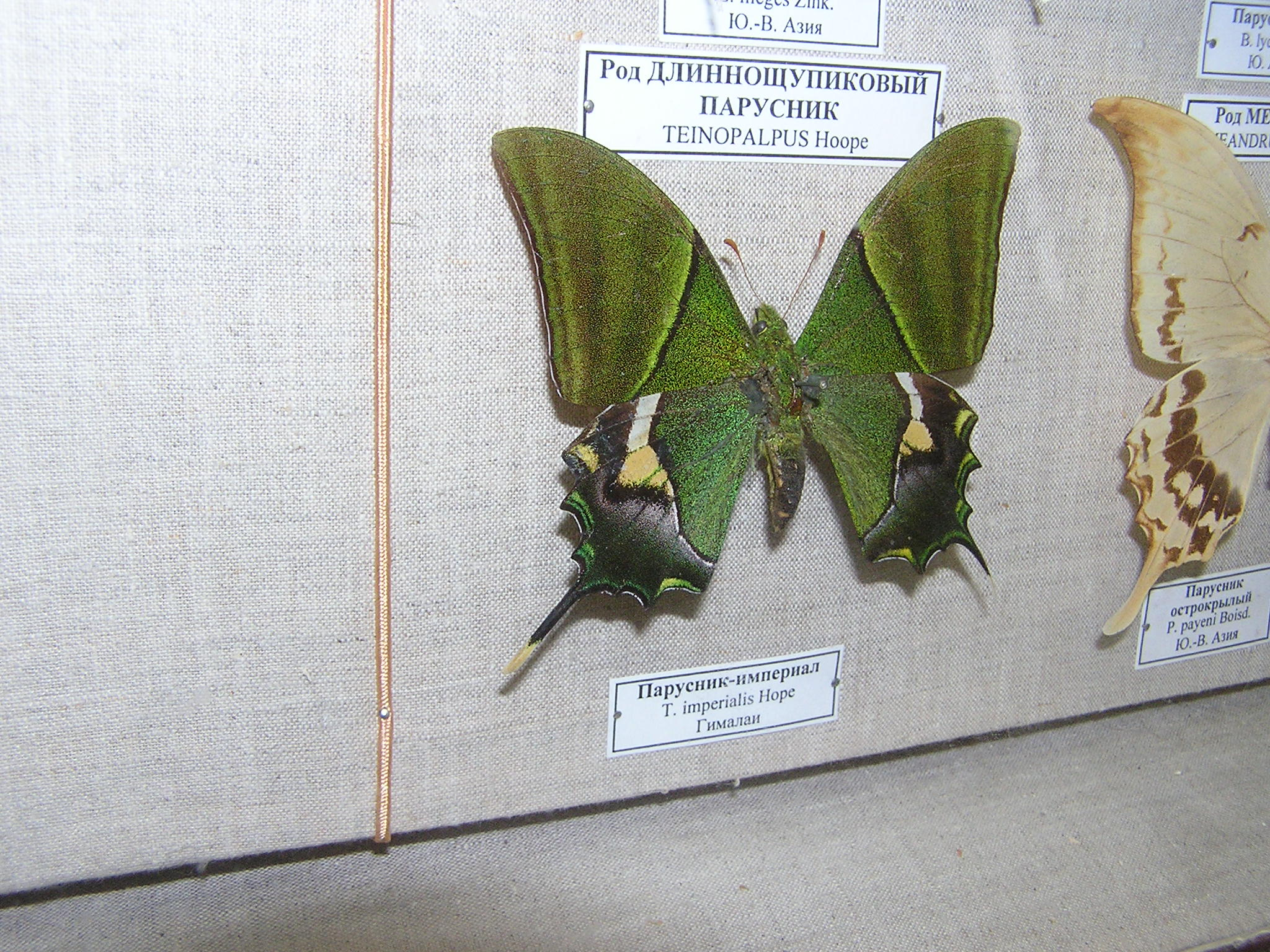
Teinopalpus imperialis conservé au musée zoologique de Saint-Pétersbourg